# Triops
Triops zijn een geslacht uit de orde Notostraca van de kreeftachtigen.
Triops hebben een levensduur van gemiddeld tussen de 20 en de 80 dagen. Hoe groot zij worden, hangt af van het klimaat waarin ze leven (meestal tussen de 2 en de 6 cm). Ze hebben tussen de 35 en de 72 pootjes. De naam Triops komt van het Griekse τρία (Tría), wat "drie" betekent, en ὤψ (ops), wat “oog” betekent. De kop van de Triops draagt twee facetogen en de ocellus.

## Overleven
Het geslacht Triops is al circa 351 miljoen jaar oud. Ze hebben zo lang kunnen overleven doordat de eitjes tegen alle weersomstandigheden bestand zijn. Na de ijstijd begon het ijs te smelten en kwam er weer water bij de eitjes, waardoor ze uitkwamen (de eitjes komen binnen 24 tot 48 uur uit wanneer ze in contact komen met water). Ze hebben licht nodig om te overleven. Ze kunnen ongeveer 4 maanden oud worden

## Voeding
Triops eten zowel plantaardig als dierlijk voedsel en kunnen daarom als omnivoor worden beschouwd. Bij voedselschaarste eten ze vaak hun soortgenoten op. Deze vorm van kannibalisme is eigen aan de kreeftachtigen.

## Leefomstandigheden
Triops komen overal ter wereld voor, behalve op Antarctica. Ze leven in tijdelijke poelen die in de zomer droog liggen, omdat ze rusteieren produceren die een droog stadium vereisen om hun levenscyclus te voltooien. Triops cancriformis komen veel voor in rijstvelden.

### Aquaria
Ze zijn ook makkelijk in een aquarium te houden, in water tussen de 20 en 30 graden als ze volwassen zijn. Wanneer de triopseitjes uitkomen en ook tijdens de eerste levensdagen moet het water tussen de 24 en 26 graden zijn. Een temperatuurschommeling van 5 graden of meer kan dodelijk zijn voor de triops.

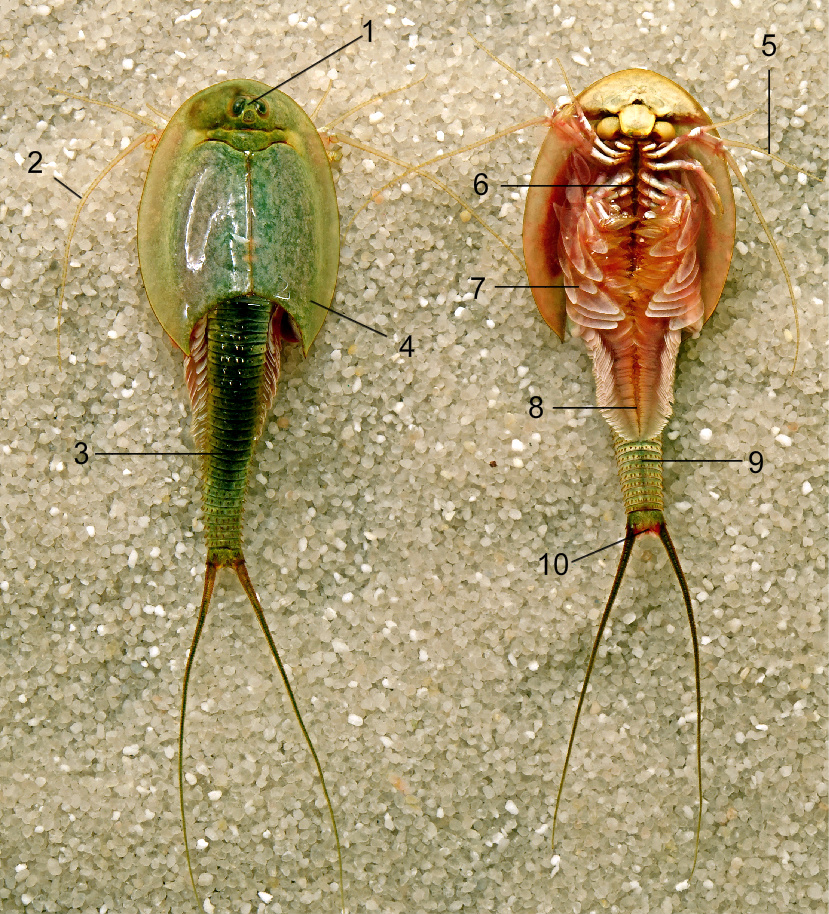
Boven- en onderzijde van Triops. 1 ogen, 2 antenne, 3 staart, 4 kopborststuk, 5 antenne, 6 eerste borstaanhangsel, 7 pootjes met kieuwen, 8 middenlijn, 9 staart, 10 anus

## Soorten
- Triops cancriformis (Bosc, 1801)
- Triops longicaudatus (LeConte, 1846)
- Triops newberryi (Packard, 1871)